# Gracixalus jinxiuensis
Gracixalus jinxiuensis é uma espécie de anfíbio da família Rhacophoridae.
Pode ser encontrada nos seguintes países: China e Vietname.
Os seus habitats naturais são: regiões subtropicais ou tropicais húmidas de alta altitude, marismas de água doce e marismas intermitentes de água doce.
Está ameaçada por perda de habitat.